# Мекозухії
Мекозухії (Mekosuchinae) — вимерла підродина крокодилів з Австралії і південної частини Тихого океану. Найдавніші рештки відносяться до відкладень еоцену, і дожили до плейстоцену в Австралії і до прибуття людей на тихоокеанські острови Фіджі, Нова Каледонія і Вануату. Проте вельми дискусійним є питання положення цього таксона у систематиці: чи це окрема родина Mekosuchidae у надродині Crocodyloidea, або це підродина у родині Crocodylidae.
Мекозухії демонструють широкий екоморфний діапазон в розмірних класах (Mekosuchus менше 1 м завдовжки і 5-метровий Pallimnarchus) і морфологічних змінах. Mekosuchus inexpectatus мешкав у Новій Каледонії. Ранньоміоценовий вид, Harpacochampsa camfieldensis, можливо, нагадував Псевдогавіала Шлегеля.
У плейстоцені, Quinkana був одним з хижаків найвищого рівня австралійського континенту.
За однією з теорій Mekosuchinae вимерли в Австралії після прибуття крокодилів з роду Crocodylus, сьогодні представлені гребенястим крокодилом. Ймовірно на Вануату та Новій Каледонії крокодили вимерли по приходу людей.

## Систематика
- †  Mekosuchinae 
  - Рід: † Kambara Willis & Molnar, 1993
    - † Kambara taraina Buchanan, 2009
    - † Kambara molnari Holt, Salisbury & Willis, 2005
    - † Kambara murgonensis Willis & Molnar, 1993
    - † Kambara implexidens Salisbury & Willis, 1996

  - Рід: † Australosuchus Willis & Molnar, 1991
    - † Australosuchus clarkae Willis & Molnar, 1991

  - Рід: † Pallimnarchus De Vis, 1886
    - † Pallimnarchus pollens De Vis, 1886
    - † Pallimnarchus gracilis Willis & Molnar, 1997

  - Рід: † Baru Willis, Murray & Megirian, 1990
    - † Baru huberi Willis, 1997
    - † Baru wickeni Willis, 1997
    - † Baru darrowi Willis, Murray & Megirian, 1990

  - Рід: † Trilophosuchus Willis, 1993
    - † Trilophosuchus rackhami Willis, 1993

  - Рід: † Harpacochampsa Megirian, Murray & Willis, 1991
    - † Harpacochampsa camfieldensis Megirian, Murray & H. Worthy|Worthy]] & Willis, 2002
    - † Volia athollandersoni Molnar, Worthy & Willis, 2002

  - Рід: † Quinkana Molnar, 1981
    - † Quinkana meboldi Willis, 1997
    - † Quinkana timara Megirian, 1994
    - † Quinkana babarra Willis & Mackness, 1996
    - † Quinkana fortirostrum Molnar, 1981

  - Рід: † Mekosuchus Balouet & Buffetaut, 1987
    - † Mekosuchus whitehunterensis Willis, 1997
    - † Mekosuchus sanderi Willis, 2001
    - † Mekosuchus inexpectatus Balouet & Buffetaut, 1987
    - † Mekosuchus kalpokasi Mead, Steadman, Bedford, Bell & Spriggs, 2002

  - Рід † Paludirex Ristevski et al., 2020

## Ресурси Інтернету
- Mekosuchinae-Fund in Australien(нім.)